# Post CS-gebouw

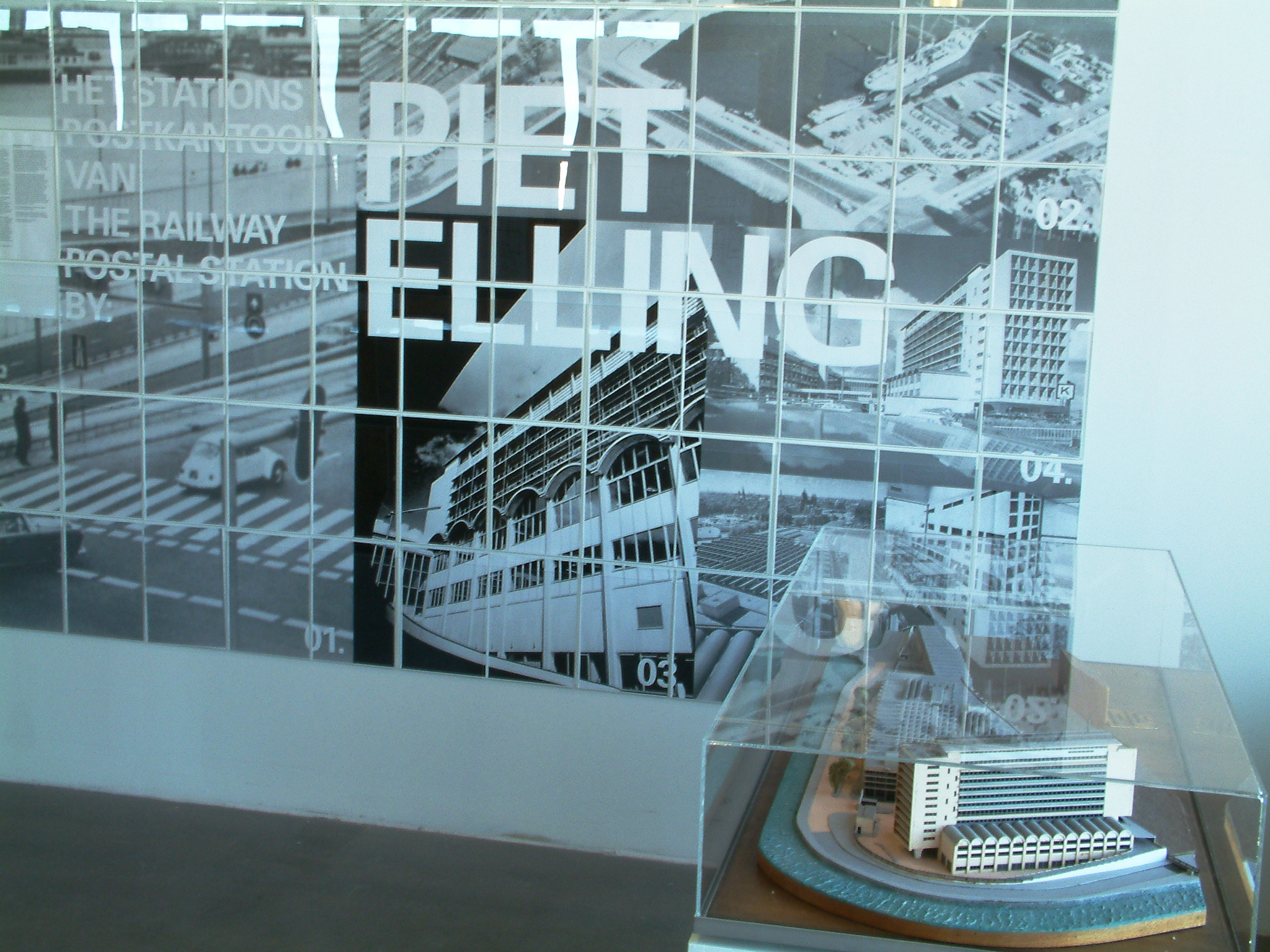
Maquette en ontwerpen van het voormalige Post CS-gebouw, c 1960 - foto van Fons Heijnsbroek, 2005

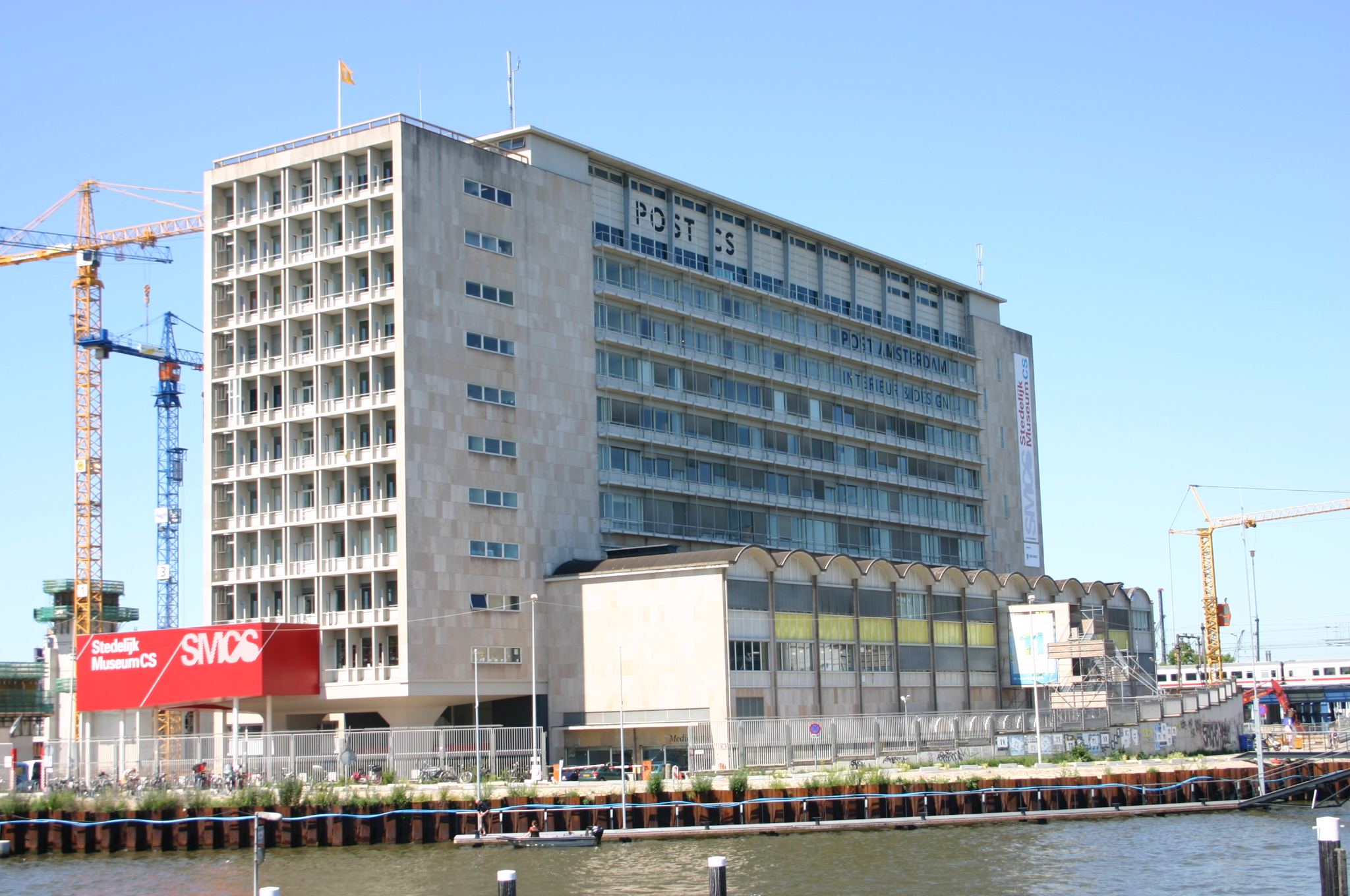
Het tijdelijke Stedelijk Museum in het Post CS-gebouw - foto van J.M. Luijt, 2005

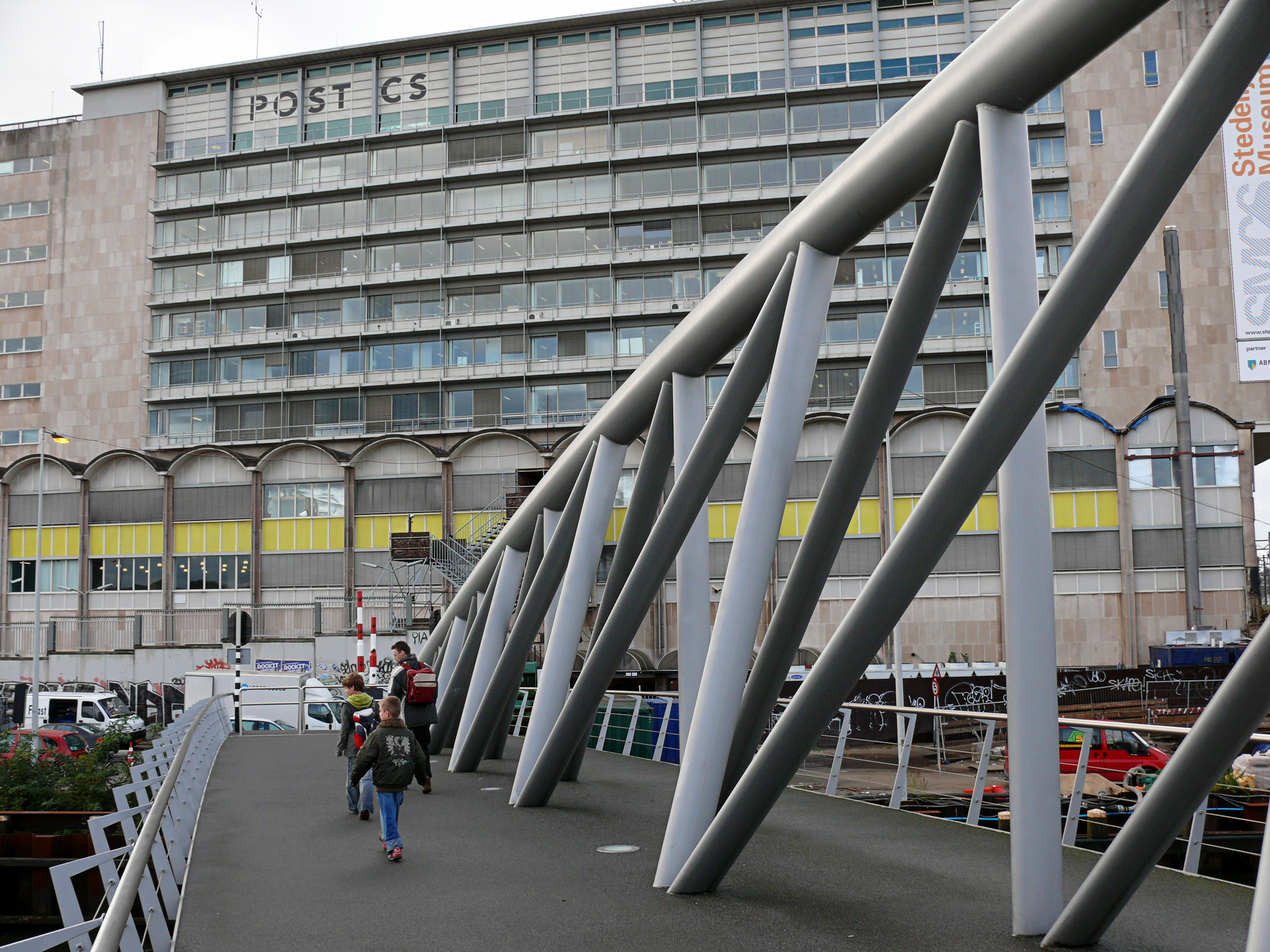
Oosterdoksdraaibrug, met op de achtergrond het voormalige Post CS-gebouw - foto van Fons Heijnsbroek, 2006

Het Post CS-gebouw, en soms ook wel het Stationspostgebouw, was een gebouw in Amsterdam op het Oosterdokseiland nabij het Centraal Station. Het was een overgebleven deel van een gesloopt complex van gebouwen waarin het postsorteercentrum was ondergebracht. Het is ontworpen door architectenbureau Merkelbach en Elling en werd in 1968 officieel geopend door prins Claus. Het gebouw was ongeveer 50 meter hoog. Begin 21e eeuw werd een groot deel van het complex gesloopt om plaats te maken voor nieuwbouw op het Oosterdokseiland. In 2009 is het resterende gebouw ondanks een oproep tot behoud van de Erfgoedvereniging Heemschut ook gesloopt.
Het gebouwencomplex heeft jarenlang dienstgedaan als postsorteercentrum (voor pakketpost en briefpost) voor het toenmalige staatspostbedrijf PTT. Nadat het gebouw door de PTT in 2004 werd afgedankt werd de niet gesloopte hoogbouw een broedplaats voor culturele evenementen en kunstenaars. Op de bovenste etage was tot 28 juni 2008 het bekende restaurant Club 11 gevestigd, tevens een populaire club.
Het Stedelijk Museum had tot 1 oktober 2008 ook een vestiging in een resterend deel van het gebouwencomplex van het Post CS-gebouw.
Naast het resterende deel van het Post CS-gebouw is sinds april 2008 het Conservatorium van Amsterdam in nieuwbouw gevestigd. Ook het laatste deel van het Post CS-gebouw werd vanaf 2009 gesloopt om plaats te maken voor nieuwbouw, als onderdeel van de ontwikkeling van het Oosterdokseiland. In 2023 werd hier het hoofdkantoor van Booking.com in gebruik genomen.

## Legionellabesmetting
In de zomer van 2006 werden 30 mensen slachtoffer van de veteranenziekte. Naderhand bleek de koeltoren op het gebouw de bron te zijn van de besmetting. Twee mensen zijn aan de ziekte overleden.